# 9492 Veltman
9492 Veltman è un asteroide della fascia principale. Scoperto nel 1971, presenta un'orbita caratterizzata da un semiasse maggiore pari a 2,1846627 UA e da un'eccentricità di 0,1352748, inclinata di 2,90465° rispetto all'eclittica.